# 水田山葵
水田山葵（日语：／ Mizuta Wasabi，1974年8月4日—），本名未公开，日本的女性声優。贤Production所属。三重縣伊賀市（旧：青山町）人。血型O型。2005年4月15日起，朝日电视台系列动画《哆啦A夢》中、接替大山羨代担任哆啦A夢的声优。值得一提的是，在朝日电视台新版《哆啦A夢》中的第一个剧目，便是大山羨代第一次为哆啦A夢配音的《室内钓鱼池》的重製版。

## 作品

### 電視動畫
1996年
- 閃電怪馬（邪惡的牡蠣）
- わんころべえ（日语：わんころべえ）

1997年
- 小豬萬萬歲（小山、小山的父親）

1998年
- 反斗小王子（小愛奶奶）
- 未来少年コナンII タイガアドベンチャー（日语：未来少年コナンII タイガアドベンチャー）（ゴシュ）

2000年
- 金田一少年之事件簿（黑木田紅子）
- 蠟筆小新（阿仁、幼稚園童A）
- 哆啦A夢(大山羨代版)（奇奇、少年、嬰兒、女性C 其他）
- 暗之末裔（彌生神，弟弟）

2001年
- 棋靈王（福井雄太）
- 蠟筆小新（本田仁〈代理演出〉）

2002年
- 我們這一家（川島紗由）

2003年
- 驚爆危機？校園篇（量產型蹦太君）

2004年
- 御伽草子（金太郎）
- 魔法咪路咪路 （章魚師）

2005年
- 哆啦A夢(水田山葵版)（哆啦A夢）

2006年
- 流星流克人（巨蟹巴布）
- 武装錬金（天使御前）
- Keroro軍曹（兒童）

2007年
- 流星流克人（第二輯）（巨蟹巴布）

2008年
- Yes! 光之美少女5GoGo!（咩寶）

2009年
- 寵物反斗星（情報通）

2010年
- 神奇寶貝超級願望（小智的暖暖豬→炒炒豬、老奶奶 其他）

2011年
- 犬猫アワー 47都道府犬R&にゃ〜めん（日语：犬猫アワー 47都道府犬R&にゃ〜めん）（三重犬）

2014年
- Let's go! COOKR'n（芥末奶奶）

2015年
- 新我們這一家（川島）

2016年
- ONE PIECE-金之心 - （伊麗莎白）

2017年
- ONE PIECE（夏洛特阿曼德）

2021年
- 大人的防具店（健全桑）

2022年
- 数码宝贝幽灵游戏（冒充兽）

2025年
- 噗妮露是可愛史萊姆第二季（史萊姆怪獸）

### 劇場版動畫
- 新·大雄的恐龍（哆啦A夢）
- 大雄的新魔界大冒險～7人魔法使～（哆啦A夢）
- 大雄與綠之巨人傳（哆啦A夢）
- 新·大雄的宇宙開拓史（哆啦A夢）
- 大雄的人魚大海戰（哆啦A夢）
- 新·大雄與鐵人兵團（哆啦A夢）
- 大雄與奇跡之島（哆啦A夢）
- 大雄的秘密道具博物館（哆啦A夢）
- 新·大雄的大魔境（哆啦A夢）
- STAND BY ME 哆啦A夢（哆啦A夢）
- 大雄之宇宙英雄記（哆啦A夢）
- 新·大雄的日本誕生（哆啦A夢）
- 大雄的南極冰天雪地大冒險（哆啦A夢）
- 大雄的金银岛（哆啦A梦）
- 大雄的月球探測記（哆啦A梦）
- 大雄的新恐龍（哆啦A梦）
- STAND BY ME 哆啦A夢 2（哆啦A夢）
- 大雄的宇宙小戰爭 2021（哆啦A梦）
- 大雄與天空的理想鄉（哆啦A夢）
- 大雄的地球交響樂（哆啦A夢）
- 大雄的繪畫世界物語（哆啦A夢[1]）

### 遊戲
- 风之少年（波普卡）
- 哆啦A夢 牧場物語
- 失落的龙约（惠比寿）
- 碧藍幻想 (フュンフ)

### 外語配音
- Doraemon（美國版本）（哆啦A夢）

### 電影
- 要聽神明的話 (大・極小 俄羅斯娃娃)